# La Cofradía, Jalisco
La Cofradía är en ort i Mexiko.   Den ligger i kommunen Huejuquilla el Alto och delstaten Jalisco, i den centrala delen av landet, 600 km nordväst om huvudstaden Mexico City. La Cofradía ligger 1 726 meter över havet och antalet invånare är 253.
Terrängen runt La Cofradía är kuperad åt nordväst, men åt sydost är den platt. Runt La Cofradía är det glesbefolkat, med 14 invånare per kvadratkilometer. Närmaste större samhälle är Huejuquilla, 3,0 km öster om La Cofradía. I omgivningarna runt La Cofradía växer huvudsakligen savannskog.